# ۱۹۱۱ (فیلم)
۱۹۱۱ فیلمی در ژانر درام به کارگردانی جکی چان است که در سال ۲۰۱۱ منتشر شد. از بازیگران آن می‌توان به لی بینگ‌بینگ، جکی چان، و جوآن چن اشاره کرد.